# ボーイフレンド（仮）
『ボーイフレンド（仮）』（ボーイフレンドかっこかり）は、サイバーエージェントグループのジークレストより配信されていたスマートフォン用ゲームアプリ。2013年12月13日サービス開始。略称は「ボイフレ」「BF」。サービス開始当初はサイバーエージェントより配信と運営が行われ、2021年7月15日よりジークレストへ運営が移管された。2022年4月22日サービス終了。

## 概要
サイバーエージェント（Ameba）により運営される『ガールフレンド（仮）』の姉妹タイトル。ゲームシステムについては「ガールフレンド（仮）」と同じゲームエンジンが使用されており、共通する部分が多い。
会員数はサービス開始11日後の2013年12月24日に20万人を突破。サイバーエージェントでは「Amebaのスマートフォン向けゲームでは最速の達成」としている。
キャラクターデザインは当初は潤宮るかが担当していたが、2016年8月より運営チームに変更されている。
本作はソーシャル・カードゲームであるが、派生作品として、リズムゲーム『ボーイフレンド（仮）きらめき☆ノート』（ボイきら）が2016年11月15日より配信開始されたが、2019年6月24日をもってサービスを終了することを発表した。2021年より両ゲームともに、子会社のジークレストに運営を移管した。
2022年4月22日15時をもってサービスを終了。
また、『ボーイフレンド(仮) きらめき☆ノート デジタルアーカイブ＜カレエピソード＞』が、アニメイトゲームス独占商品として2022年3月25日から12ヶ月連続で発売開始された。カレとのドキドキシチュエーションを楽しめる「カレエピソード」を、テキストノベル形式で読めるデジタルアーカイブとなっている。

## キャラクター（カレたち）
登場するキャラクター（カレ）は、私立藤城学園の生徒・関係者となっている。藤城学園のネクタイの色は、一年は青、二年は緑、三年は赤。きちんと締めていない生徒も多い。
プレイヤーキャラクターは2年A組の女子生徒の設定（複数のビジュアルが存在し、ゲームのはじめに選んだ属性で髪の色や長さ、靴下の種類が変わる）。
『ボーイフレンド（仮）きらめき☆ノート』で星蘭学院のキャラクターが追加された。
一部のキャラはサイバーエージェントの『萌えガチャ男子』（『萌えガチャ』の男子版）というアプリにも登場していた。

### King
シンボルカラーは赤。シンボルマークは王冠。 
周 圭斗（あまね けいと）
声 - 立花慎之介
身長：163cm / 体重：50kg / 血液型：O型 / 誕生日：3月21日 / 所属学年・組・関係者：2年C組 / 所属部活・委員会：帰宅部
髪の毛が左右で黒とグレーの色違いツートンカラーになっている。貧血気味で保健室にいる事が多い。マニキュアとペディキュアもしている。
逢坂 紘夢（おうさか ひろむ）
声 - 寺島拓篤
身長：177cm / 体重：60kg / 血液型：AB型 / 誕生日：6月19日 / 所属学年・組・関係者：2年E組 / 所属部活・委員会：文芸部
前髪で右目が隠れている。文学青年。
加賀見 朔（かがみ さく）
声 - 宮野真守
身長：178cm / 体重：68kg / 血液型：A型 / 誕生日：10月17日 / 所属学年・組・関係者：3年C組 / 所属部活・委員会：帰宅部
艶やかな髪を肩まで伸ばしている。インディーズバンド「vanitas」のヴォーカル担当。
九条 生晋（くじょう きしん）
声 - 遊佐浩二
身長：182cm / 体重：67kg / 血液型：A型 / 誕生日：1月8日 / 所属学年・組・関係者：3年B組 / 所属部活・委員会：フェンシング部
「藤城四天王」の一人。多国籍企業家の息子。
黒霧 時宗（くろぎり ときむね）
声 -  羽多野渉
身長：185cm / 体重：73kg / 血液型：B型 / 誕生日：2月12日 / 所属学年・組・関係者：3年B組 / 所属部活・委員会：生徒会
右目から眉にかけて傷痕がある。
西園寺 蓮（さいおんじ れん）
声 - 福山潤
身長：183cm / 体重：67kg / 血液型：AB型 / 誕生日：12月24日 / 所属学年・組・関係者：3年B組 / 所属部活・委員会：生徒会・華道部
「藤城四天王」の一人。女性ファンの多い生徒会長。華道家元の息子。
新海 凛十（しんかい りんと）
声 - 小野友樹
身長：173cm / 体重：59kg / 血液型：B型 / 誕生日：12月13日 / 所属学年・組・関係者：1年B組 / 所属部活・委員会：帰宅部
インディーズバンド「vanitas」のギター担当。作曲もこなす。
芹澤 悠吏（せりざわ ゆうり）
声 - 浪川大輔
身長：180cm / 体重：60kg / 血液型：AB型 / 誕生日：4月30日 / 所属学年・組・関係者：3年A組 / 所属部活・委員会：放送部
アニメマニア。頭頂部にアホ毛がある。
堤 誠志郎（つつみ せいしろう）
声 - 諏訪部順一
身長：182cm / 体重：73kg / 血液型：O型 / 誕生日：9月1日 / 所属学年・組・関係者：3年E組 / 所属部活・委員会：帰宅部
正義感の強い一匹狼。体育が得意。
鳴海 雅人（なるみ まさと）
声 - 横山遵
身長：176cm / 体重：63kg / 血液型：A型 / 誕生日：10月3日 / 所属学年・組・関係者：2年E組 / 所属部活・委員会：演劇部
オレンジに近い豊かな髪が背中に掛かる。演劇では王子様を演じることが多く「王子」の愛称がある。
日向 湊（ひゅうが みなと）
声 - 髙橋孝治
身長：175cm / 体重：57kg / 血液型：B型 / 誕生日：11月22日 / 所属学年・組・関係者：2年D組 / 所属部活・委員会：帰宅部
シャギーヘアに赤メッシュ。独特の感性を持ったデザイナー。
守部 匡治（もりべ くにはる）
声 - 梶裕貴
身長：175cm / 体重：60kg / 血液型：A型 / 誕生日：7月2日 / 所属学年・組・関係者：2年A組 / 所属部活・委員会：生徒会
真面目な生徒会の副会長。グリニッシュ・ブラウンの髪で下だけ縁のある眼鏡。
真山 恭一郎（まやま きょういちろう）
声 - 森川智之 
身長：185cm / 体重：74kg / 血液型：A型 / 誕生日：2月7日 / 所属学年・組・関係者：数学教師 / 所属部活・委員会：なし
厳格で真面目な大人だと思われているが、超硬派でドSの数学教師。裸眼視力は0.04のため眼鏡をかけている。
『萌えガチャ男子』でも教師として登場していた。
高村 英嗣（たかむら えいじ）
声 - 山寺宏一
身長：183cm / 体重：76kg / 血液型：O型 / 誕生日：8月27日 / 所属学年・組・関係者：生物教師 / 所属部活・委員会：生物部
2015年3月にゲーム初登場した。男女問わず人気があり、誰にでも平等に接してくれる。
生物部顧問。
若桜 郁人（わかさ いくと）
声 - 鳥海浩輔
身長：183cm / 体重：70kg / 血液型：AB型 / 誕生日：9月25日 / 所属学年・組・関係者：養護教諭 / 所属部活・委員会：なし
白衣を着用。女生徒に惚れられることが多いが、女子高生は恋愛対象として見ていない。

### Prince
シンボルカラーは緑。シンボルマークはバラの花。
雨宮 久遠（あまみや くおん）
声 - 武内健
身長：174cm / 体重：59kg / 血液型：AB型 / 誕生日：2月28日 / 所属学年・組・関係者：2年生 / 所属部活・委員会：なし
図書館に居ることが多い。肝試しでは烏天狗に扮した。
奥結 望（おくゆい のぞみ）
声 - 入野自由
身長：175cm / 体重：64kg / 血液型：O型 / 誕生日：1月21日 / 所属学年・組・関係者：3年H組 / 所属部活・委員会：帰宅部
料理が得意で、周りからは「奥さん」と呼ばれたりする。
喜多川 翔太（きたがわ しょうた）
声 - KENN
身長：177cm / 体重：66kg / 血液型：A型 / 誕生日：7月9日 / 所属学年・組・関係者：2年B組 / 所属部活・委員会：帰宅部
養護施設出身だが、あまり気にせず明るく前向き。育ての親と同居している。
桑門 碧（くわかど あおい）
声 - 日野聡
身長：175cm / 体重：60kg / 血液型：AB型 / 誕生日：10月25日 / 所属学年・組・関係者：3年C組 / 所属部活・委員会：美術部
天然ボケな芸術家。半面、パソコンや携帯電話の操作が苦手。
鷺坂 柊（さぎさか しゅう）
声 - 櫻井孝宏
身長：182cm / 体重：64kg / 血液型：B型 / 誕生日：7月7日 / 所属学年・組・関係者：2年D組 / 所属部活・委員会：天文部
男性ファッション誌の読者モデル。空を見るのが好き。
桜沢 瑠風（さくらざわ るか）
声 - 代永翼
身長：165cm / 体重：51kg / 血液型：AB型 / 誕生日：3月3日 / 所属学年・組・関係者：1年C組 / 所属部活・委員会：バスケ部
可愛い顔の美少年。雨の時は透明の水色ビニール傘で、 かわいい物集め・アニメが趣味。
皇 アラン（すめらぎ あらん）
声 - 高梨謙吾
身長：185cm / 体重：70kg / 血液型：A型 / 誕生日：4月13日 / 所属学年・組・関係者：3年D組 / 所属部活・委員会：剣道部
バジール王国からの留学生。
瀬名 竜之介（せな りゅうのすけ）
声 - 阿部敦
身長：184cm / 体重：72kg / 血液型：O型 / 誕生日：11月23日 / 所属学年・組・関係者：3年D組 / 所属部活・委員会：水泳部
制服ブレザーの下に水色のジャージを着用、前髪を上げて頭頂部で結んでいる。水泳の高校記録保持者。
鷹司 正臣（たかつかさ まさおみ）
声 - 谷山紀章
身長：183cm / 体重：68kg / 血液型：O型 / 誕生日：11月3日 / 所属学年・組・関係者：3年A組 / 所属部活・委員会：帰宅部
「藤城四天王」の一人。
不破 渓士（ふわ けいし）
声 - 前野智昭
身長：178cm / 体重：61kg / 血液型：B型 / 誕生日：5月6日 / 所属学年・組・関係者：3年B組 / 所属部活・委員会：弓道部
武道に精進する真面目な堅物。弓道では全国大会で優勝している。男勝りの姉が4人いる。
宝生 瑞季（ほうしょう みずき）
声 - 蒼井翔太
身長：175cm / 体重：55kg / 血液型：B型 / 誕生日：12月19日 / 所属学年・組・関係者：1年D組 / 所属部活・委員会：帰宅部
フィギュアスケート選手。
穂高 夏生（ほだか なつき）
声 - 竹内栄治
身長：187cm / 体重：78kg / 血液型：AB型 / 誕生日：8月24日 / 所属学年・組・関係者：2年B組 / 所属部活・委員会：農業研究部
無農薬野菜を作る農業愛好家。頑丈な筋肉質の肉体を持つ。藤城学園の中では、北城猛の次に身長が高い。
明神 堅梧（みょうじん けんご）
声 - 杉田智和
身長：180cm / 体重：65kg / 血液型：A型 / 誕生日：4月1日 / 所属学年・組・関係者：2年B組 / 所属部活・委員会：プログラミング部
度の強い眼鏡をかけた優等生で模試成績は常にトップ。プログラミングに長けている。
渡世 千里（わたせ ちさと）
声 - 島﨑信長
身長：180cm / 体重：64kg / 血液型：AB型 / 誕生日：2月18日 / 所属学年・組・関係者：2年F組 / 所属部活・委員会：帰宅部
インディーズバンド「vanitas」のベース担当。
一ノ瀬 学（いちのせ がく）
声 - 平川大輔
身長：182cm / 体重：72kg / 血液型：O型 / 誕生日：9月16日 / 所属学年・組・関係者：古典教師 / 所属部活・委員会：文芸部
主人公（プレイヤー）の通うクラスを担任している、おっとりした優しい先生。物腰もやわらかい。
文芸部顧問。色っぽい声も時々発する。
『萌えガチャ男子』でも教師として登場。

### Knight
シンボルカラーは青。シンボルマークはナイトの駒。
遊馬 百汰（あすま ももた）
声 - 水島大宙
身長：179cm / 体重：65kg / 血液型：O型 / 誕生日：5月23日 / 所属学年・組・関係者：3年D組 / 所属部活・委員会：テニス部
硬式テニス選手。視力が良く2.5以上といわれる。陸上競技やマリーンスポーツも得意。
お正月には着物も着て神社に初詣したり、羽子板で羽根突き勝負もする。
泉 愛之丞（いずみ ちかのじょう）
声 - 岸尾だいすけ
身長：182cm / 体重：64kg / 血液型：AB型 / 誕生日：5月12日 / 所属学年・組・関係者：2年E組 / 所属部活・委員会：美容研究同好会
化粧が得意で女性的な容姿とオーラを持つ美人。雨デートでは女物の黄色いビニールのレインコートとピンクの長靴で美脚を見せ、レイニーケアのリップティントを愛用。クリスマスには雪だるまも作った。
キャピキャピした女子高生のような話し方をする。ノースリーブのレディースコーデで婦人服ショップにも出かける。一人称は「私」又は「愛ちゃん」。
如月 斗真（きさらぎ とうま）
声 - 西田雅一
身長：178cm / 体重：70kg / 血液型：B型 / 誕生日：8月31日 / 所属学年・組・関係者：2年A組 / 所属部活・委員会：サッカー部
主人公の幼なじみで家が隣り同士。照れ屋で素直になれない。ジューンブライドで新郎役を務めた。苗字は「如月」だが八月生まれで、太陽下のひまわりが日焼けした健康的な肌に似合う。
『萌えガチャ男子』でも同じような位置付けで登場。
北城 猛（きたしろ たける）
声 - 小野大輔
身長：188cm / 体重：79kg / 血液型：B型 / 誕生日：6月26日 / 所属学年・組・関係者：2年A組 / 所属部活・委員会：帰宅部
藤城学園の中では、最も身長が高い。ゲームセンターによく入り浸っている。2014年12月に声が実装された。大昔のファミコンソフトやハード機もあるゲーム屋で働く。
『萌えガチャ男子』においては実装前にサービス終了した。
東雲 巽（しののめ たつみ）
声 - 関智一
身長：184cm / 体重：75kg / 血液型：B型 / 誕生日：9月9日 / 所属学年・組・関係者：3年D組 / 所属部活・委員会：空手部
自分に厳しいストイックな性格。空手は全国レベルの腕。夏キャンプでは釣りの腕前も披露した。
王子様コンテストには金モールの軍服風衣装で出た。
白川 基（しらかわ もとい）
声 - 杉山紀彰
身長：169cm / 体重：52kg / 血液型：B型 / 誕生日：1月29日 / 所属学年・組・関係者：2年D組 / 所属部活・委員会：自然科学部
化学の実験をしていることが多い理系男子。ポケットにはブドウ糖を常備、化学室には毛布まで置いている。
白衣が似合い、棚には緑や紫の怪しげな液体やジェルで満ちたビーカーやフラスコが並ぶ。
月読 理京（つくよみ りきょう）
声 - 石田彰
身長：182cm / 体重：63kg / 血液型：AB型 / 誕生日：12月5日 / 所属学年・組・関係者：3年C組 / 所属部活・委員会：帰宅部
端正な顔立ちの大人っぽい青年。いつもマントを纏う。アラビアンナイトの姫君のような格好をしたことがある。
小鳥が好きで肩や手に乗せている時がある。
音琴 嵐（ねごと あらし）
声 - 森久保祥太郎
身長：175cm / 体重：68kg / 血液型：O型 / 誕生日：8月11日 / 所属学年・組・関係者：3年G組 / 所属部活・委員会：帰宅部
インディーズバンド「vanitas」のドラム担当。ドラムスティックを「エミリー」と呼ぶ。
不思議の国のアリスに登場する赤の女王ならぬ王様に扮した。
廣瀬 櫂（ひろせ かい）
声 - 保志総一朗
身長：173cm / 体重：64kg / 血液型：O型 / 誕生日：5月27日 / 所属学年・組・関係者：2年C組 / 所属部活・委員会：美術部
目のくりっとした繊細な男子。明るく好奇心旺盛。皆のアイドルで二人の妹（双子）がいる。
壬生 虎冴（みぶ たいが）
声 - 柿原徹也
身長：176cm / 体重：64kg / 血液型：O型 / 誕生日：6月23日 / 所属学年・組・関係者：3年H組 / 所属部活・委員会：BMX同好会
「藤城四天王」の一人。子役出身。BMXの自転車競技選手でもある。
宮ノ越 涼太（みやのこし りょうた）
声 - 村田太志
身長：186cm / 体重：75kg / 血液型：O型 / 誕生日：7月25日 / 所属学年・組・関係者：1年A組 / 所属部活・委員会：陸上部
年下だが長身の好青年。運動の時などコンタクトレンズをはめている。
桃越 ハル（ももこし はる）
声 - 鈴村健一
身長：181cm / 体重：64kg / 血液型：O型 / 誕生日：11月11日 / 所属学年・組・関係者：3年E組 / 所属部活・委員会：帰宅部
クラブでDJをしている。男女問わず抱きつく癖があり、抱き着いた同性からはやめろと怒られたりしている。
芳屋 直景（よしや なおかげ）
声 - 花江夏樹
身長：167cm / 体重：55kg / 血液型：B型 / 誕生日：3月12日 / 所属学年・組・関係者：1年C組 / 所属部活・委員会：野球部
牛乳を飲んで身長をもっと伸ばしたいと思っている。方向音痴で道に迷う。
東麻 慶史（とうま けいじ）
声 - 黒田崇矢
身長：176cm / 体重：68kg / 血液型：O型 / 誕生日：1月15日 / 所属学年・組・関係者：校務員 / 所属部活・委員会：なし
藤城学園の学校用務員。三つ揃えで顎髭がある。人生経験が豊富で海外に居たこともある。
向井 和樹（むかい かずき）
声 - 川原慶久
身長：177cm / 体重：65kg / 血液型：A型 / 誕生日：8月8日 / 所属学年・組・関係者：実習生 / 所属部活・委員会：なし
藤城学園へ教育実習にきている大学生。社会科担当。サッカー部で生徒たちをサポートしている。大学ではフットサルをやっている。料理が得意。

### 星蘭学院
神凪 統（かんなぎ みつる）
声 - 置鮎龍太郎
身長：181cm / 体重：65kg / 血液型：B型 / 誕生日：1月18日 / 所属学年・組・関係者：星蘭学院 3年1組 / 所属部活・委員会：生徒会（会長）
『きらめき☆ノート』のみの登場。星蘭学院高校生徒会・会長。実は財閥の息子である。
学園の制服をキチンと着こなし白い手袋を常用。理数系全般が得意。
話題の若手シンガー。儚げで繊細な容姿をしているが、性格は自分の命令は絶対だと思っている王様タイプ。
決め台詞は「大好きだよ！」。
野宮一期（のみや いちご）
声 - 山下大輝
身長：161cm / 体重：49kg / 血液型：A型 / 誕生日：3月28日 / 所属学年・組・関係者：星蘭学院 1年8組 / 所属部活・委員会：帰宅部
同じく『きらめき☆ノート』のみの登場。
十代の男女双方に人気がある女装のシンガーソングライター。ワガママでシニカルなナルシスト。髪を長く伸ばし、女性用の服や靴を着用して学園や家庭生活を楽しんでいる。
女子高生の制服は白を基調にしたブレザーと薄紫のアンサンブルで膝上丈のタイトスカート。歌手としての舞台衣装は白のミニスカートに白いロングブーツ。休日の私服はリボン付きティアラとピンクのブラウスなどおしゃれが大好き。雨や雪の日は、女性用のピカピカの白や赤の長靴を履く。
戌亥 幸太朗（いぬい こうたろう）
声 - 武内駿輔
身長：186cm / 体重：77kg / 血液型：O型 / 誕生日：4月11日 / 所属学年・組・関係者：星蘭学院高校 3年1組 / 所属部活・委員会：生徒会
同。星蘭学院高校生徒会副会長。好きな食べ物は牛丼。
話題の肉体派モデル。神凪とは幼少期から一緒で、彼の言うことは全て正しいと思っている。警察官の家系に生まれたため、あらゆる武術を身につけており強い。
黒髪で耳にピアス、左耳にはイヤーカフもしている。
城戸 戦治（きど せんじ）
声 - 増田俊樹
身長：179cm / 体重：65kg / 血液型：A型 / 誕生日：10月23日 / 所属学年・組・関係者：星蘭学院高校 2年8組 / 所属部活・委員会：生徒会
同。星蘭学院高校生徒会書記。
アイドルグループ『TRIACT（トライアクト）』に所属するキラキライケメン。しかしニヒルな仮面の下には極道の素性が隠されている。口も性格も悪いが、仁義に反することは許せない。
格闘技の観戦が趣味。子役上がり。
冴刃 シン（さえば シン）
声 - 林勇
身長：179cm / 体重：70kg / 血液型：B型 / 誕生日：12月3日 / 所属学年・組・関係者：星蘭学院高校 2年8組 / 所属部活・委員会：帰宅部
同。最近デビューした人気バンド『Werwolf（ヴェアヴォルフ）』のカリスマボーカリスト。
傍若無人で自由奔放。欲しいものは必ず手に入れないと気が済まない性格。
アメリカに5年住んでいた帰国子女。琥珀色の瞳で、日焼けした肌。右腕にタトゥーを入れている。
シルバー・アクセサリーや楽器を自作する。

### その他
公式Twitterのアイコンは普段は高橋凱人に設定されているが、各々のカレの誕生日にはアイコンが変わり、その誕生日のカレが呟く趣向になっている。
高橋 凱人（たかはし がいど）
身長：171cm / 誕生日：6月13日 / 血液型：A型
ゲーム開始時のチュートリアルなどで登場。『ガールフレンド（仮）』の若林璃子にあたる。

## 魅力アップ専用カード
高校生を観察する目的で造られたAI。アインスは右目、ツヴァイは左目に髪が被さり見えない。
アインス
身長：179cm / 体重：61kg / 誕生日：11月26日 / 所属学年・組・関係者：2年生
ツヴァイ
身長：175cm / 体重：55kg / 誕生日：4月14日 / 所属学年・組・関係者：1年生

## ナンパ男
レイドイベント「守って！私の王子様」にて登場する敵キャラクター。 『ガールフレンド（仮）』の「たすけて！マイヒーロー」における「悪男（わるおとこ）」に相当する。毎度、主人公をナンパしては撃退されている。当初は色違いの兄弟三体のみだったが、回数を重ねるごとにプロフィール設定がつけられ、他のキャラも追加された。
- 軟破太郎 - 茶羅高校3年[17]

弟思いの長男。黒い髪。雪の日はスコップを持ち、主人公（プレイヤー）を雪かきデートに誘う。二人の弟とあわせ「軟破三兄弟」と呼ばれる。
「ナンパ男登場!!」の文言とともに出現。パンが大好物で、食パンに顔が描かれた「ブレッドくん」というキャラを作った。
「～っしょ！」「みたいな！」といった感じの話し方をする。
- 軟破次郎 - 茶羅高校2年[19]

次男。茶色い髪。ラッパー。毎回いろんな場所にマイクを仕込んでいる。
主人公をカラオケデートに誘う。太郎の傘をいつも無断借用する。無人島でもココナッツで飢えをしのぐ。祭りのヨーヨー風船釣りも得意。
喋り方は語尾が韻を踏んでいたり、駄洒落になっている。
- 軟破三郎 - 茶羅高校1年

三男。ライトブラウンの明るい髪。冷え症でマフラーや手袋をしている事が多い。寒がりでこたつが大好き。
いつも傘を忘れるので、雨が降り出すと学生服を頭に被り主人公をカフェに誘う。語尾に「～っす」がつく。主人公を「お姉さん」と呼ぶ。
完全需要無視な非公式「軟破三郎bot」Twitterがあり、2014年3月から現在に至るまでずっと呟いている。
- ナンパ王 強（つよし） - CU（コスモユニバーシティ）所属

日焼けした肌に白い歯が目立つ。頭にかけた黒のサングラスがトレードマーク。銀髪に赤メッシュでうちわを持ってくる。
- ナンパ王 烈（れつ） - 遅稲田大学1年

関西弁で話す。ナンパ王 強に似た風貌だが日焼けがやや薄く、銀髪に紫メッシュで扇子を持つ。
- ナンパ神 超（こえる） - 藤砦学園高校2年

赤髪で素肌に学ランを羽織った番長。次郎と同じ中学校出身。
- ナンパ神 激（げき） - GEKI国際法律事務所所属

髪をオールバックにし、薄っすらと口ひげと顎鬚をはやしている。ワイン愛好家。
- ナンパ神 絶（ぜつ） - 藤砦学園初等部6年

小学生に見えない大人びた容姿だが、ソフトクリームやペロペロキャンディが好き。ソプラノ・リコーダーは必需品。
ランドセル集めが趣味。

## 海外展開
- 學園音友（β）閃光☆音符  - 『ボイきら』の繁体字版。台湾・香港・マカオのApp StoreとGoogle Playでリリース。Fun Town Hong Kongが現地での運営を担当[22]。

## 関連商品

### ボーイフレンド（仮）

#### 書籍
アンソロジーコミック
- ボーイフレンド（仮）アンソロジー（2014年10月1日発売）

小説
- ボーイフレンド（仮）-怪盗とカレにはご用心!?-（2014年11月15日発売）

ムック
- ボーイフレンド（仮）公式ビジュアルファンブック（2014年12月13日発売）
- ボーイフレンド（仮）ビギナーズブック 藤城学園入学案内書（2015年3月26日発売）

#### CD
キャラクターソングシリーズ
- ボーイフレンド（仮）キャラクターCDシリーズ vol.1 如月斗真＆北城猛＆守部匡治（2015年6月17日発売）
- ボーイフレンド（仮）キャラクターCDシリーズvol.2 遊馬百汰＆東雲巽＆皇アラン＆瀬名竜之介（2015年7月15日発売）
- ボーイフレンド（仮）キャラクターCDシリーズvol.3 一ノ瀬学＆真山恭一郎＆若桜郁人（2015年8月5日発売）
- ボーイフレンド（仮）キャラクターCDシリーズvol.4 桜沢瑠風＆宮ノ越涼太＆芳屋直景（2015年8月5日発売）
- ボーイフレンド（仮）キャラクターCDシリーズvol.5 九条生晋＆西園寺蓮＆鷹司正臣＆壬生虎冴（2015年8月26日発売）
- ボーイフレンド（仮）キャラクターCDシリーズvol.6 芹澤悠吏＆不破渓士＆桃越ハル（2015年8月26日発売）
- ボーイフレンド（仮）キャラクターCDシリーズvol.7 周圭斗＆喜多川翔太＆桑門碧＆廣瀬櫂（2015年9月16日発売）
- ボーイフレンド（仮）キャラクターCDシリーズvol.8 逢坂紘夢＆奥結望＆堤誠志郎（2015年9月16日発売）
- ボーイフレンド（仮）キャラクターCDシリーズvanitas 加賀見朔&新海凛十&音琴嵐&渡世千里（2015年10月28日発売）
- ボーイフレンド（仮）キャラクターソングアルバムvol.1（2016年2月10日発売）
- ボーイフレンド（仮）キャラクターソングアルバムvol.2（2016年3月9日発売）
- ボーイフレンド（仮）キャラクターソングアルバム vanitas LIMITEND（2016年5月11日発売）

ミュージックアルバムシリーズ
- ボーイフレンド（仮）プロジェクト ミュージックアルバム 星蘭学院（2017年9月27日発売）
- ボーイフレンド（仮）プロジェクト ミュージックアルバム 藤城学園 #01（2017年9月27日発売）
- ボーイフレンド（仮）プロジェクト ミュージックアルバム 藤城学園 #02（2018年1月24日発売）

### ボーイフレンド（仮）きらめき☆ノート
2016年11月15日にスマートフォン向けに配信開始されたリズムゲーム。運営はQualiArts。
尚、2019年6月24日15:00にサービス終了。

#### CD（きらめき☆ノート）
テーマソング
- ボーイフレンド（仮）きらめき☆ノート コンプリートコレクション#theme（2016年10月26日発売）

ユニットソングシリーズ
- ボーイフレンド（仮）きらめき☆ノート コンプリートコレクション#01（2017年4月5日発売）
- ボーイフレンド（仮）きらめき☆ノート コンプリートコレクション#02（2017年5月3日発売）
- ボーイフレンド（仮）きらめき☆ノート コンプリートコレクション#03（2017年6月7日発売）

ミュージックアルバムシリーズ

#### Webラジオ
『ボイきら☆放送局@星蘭学院』のタイトルで、2016年10月29日から2017年4月8日までアニメイトタイムズにて配信された。隔週土曜日更新。2017年9月20日、27日には特別番組として復活配信した。リズムゲーム『ボーイフレンド（仮）きらめき☆ノート』の情報発信ラジオ番組。パーソナリティは、置鮎龍太郎（神凪統 役）、増田俊樹（城戸戦治 役）。